# Coupe du monde de tir à l'arc de 2012
Navigation
Édition précédente Édition suivante
La coupe du monde de tir à l'arc de 2012 est la septième édition annuelle de la coupe du monde organisée par la World Archery Federation (WA). Elle regroupe des compétitions individuelles, par équipes et mixtes dans les catégories d'arc classique et arc à poulies.
Trois compétitions de qualification ont lieu entre avril et juin pour chacune des catégories et les meilleurs archers sont qualifiés pour les finales fin septembre à Tokyo à quelques centaines de mètres du palais impérial au Japon. Toutes les épreuves se déroulent en extérieur avec des cibles se situant à 70 m pour l'arc classique et 50 m pour l'arc à poulies. Le format des épreuves reste identique au tir à l'arc aux Jeux olympiques pour l'arc classique.

## Calendrier
| Étape  | Date                       | Lieu           |
| ------ | -------------------------- | -------------- |
| 1re    | du 10 au 15 avril 2012     | Shanghai (CHN) |
| 2e     | du 1 au 6 mai 2012         | Antalya (TUR)  |
| 3e     | du 18 au 24 juin 2012      | Ogden (USA)    |
| Finale | du 22 au 23 septembre 2012 | Tokyo (JPN)    |

## Résultats des étapes qualificatives
Voici le classement des archers pour les différentes étapes de qualifications dans toutes les épreuves,,.

### Classique masculin
| Lieu     | Or                  | Argent                 | Bronze               |
| -------- | ------------------- | ---------------------- | -------------------- |
| Shanghai | Brady Ellison (USA) | Dmytro Hrachov (UKR)   | Cheng Chu Sian (MAS) |
| Antalya  | Im Dong-hyun (KOR)  | Markiyan Ivashko (UKR) | Kim Woojin (KOR)     |
| Ogden    | Luis Álvarez (MEX)  | Laurence Godfrey (GBR) | Gaël Prévost (FRA)   |

### Classique féminin
| Lieu     | Or                       | Argent                 | Bronze                   |
| -------- | ------------------------ | ---------------------- | ------------------------ |
| Shanghai | Ki Bo-bae (KOR)          | Fang Yuting (CHN)      | Choi Hyeonju (KOR)       |
| Antalya  | Deepika Kumari (IND)     | Lee Sung-jin (KOR)     | Lin Chia-En (TPE)        |
| Ogden    | Kristina Timofeeva (RUS) | Jennifer Nichols (USA) | Alejandra Valencia (MEX) |

### Poulies masculin
| Lieu     | Or              | Argent                     | Bronze                      |
| -------- | --------------- | -------------------------- | --------------------------- |
| Shanghai | Reo Wilde (USA) | Julio Ricardo Fierro (MEX) | Dominique Genet (FRA)       |
| Antalya  | Reo Wilde (USA) | Braden Gellenthien (USA)   | Dominique Genet (FRA)       |
| Ogden    | Reo Wilde (USA) | Peter Elzinga (NED)        | Pierre Julien Deloche (FRA) |

### Poulies féminin
| Lieu     | Or                     | Argent                 | Bronze                 |
| -------- | ---------------------- | ---------------------- | ---------------------- |
| Shanghai | Marcella Tonioli (ITA) | Albina Loginova (RUS)  | Diane Watson (USA)     |
| Antalya  | Albina Loginova (RUS)  | Christina Berger (GER) | Marcella Tonioli (ITA) |
| Ogden    | Christie Colin (USA)   | Jamie Van Natta (USA)  | Christina Berger (GER) |

### Classique masculin par équipes
| Lieu     | Or                                                  | Argent                                                | Bronze                                               |
| -------- | --------------------------------------------------- | ----------------------------------------------------- | ---------------------------------------------------- |
| Shanghai | États-Unis Jacob Wukie Brady Ellison Joe Fanchin    | France Thomas Faucheron Romain Girouille Gaël Prévost | Ukraine Markiyan Ivashko Dmytro Hrachov Viktor Ruban |
| Antalya  | Royaume-Uni Laurence Godfrey Simon Terry Alan Wills | Inde Rahul Banerjee Tarundeep Rai Jayanta Talukdar    | Corée du Sud Im Dong-hyun Kim Bub-min Oh Jin-hyek    |
| Ogden    | États-Unis Jacob Wukie Brady Ellison Jake Kaminski  | Inde Rahul Banerjee Tarundeep Rai Jayanta Talukdar    | Royaume-Uni Laurence Godfrey Simon Terry Alan Wills  |

### Classique féminin par équipes
| Lieu     | Or                                                     | Argent                                                      | Bronze                                                 |
| -------- | ------------------------------------------------------ | ----------------------------------------------------------- | ------------------------------------------------------ |
| Shanghai | Corée du Sud Lee Sung-jin Ki Bo-bae Chang Hye-jin      | Inde Laishram Bombayla Devi Chekrovolu Swuro Deepika Kumari | Chine Xú Jīng Cheng Ming Fang Yuting                   |
| Antalya  | Corée du Sud Lee Sung-jin Ki Bo-bae Choi Hyeonju       | Taipei chinois Le Chien-Ying Lin Chia-En Tan Ya-Ting        | Chine Xú Jīng Cheng Ming Fang Yuting                   |
| Ogden    | Russie Ksenia Perova Inna Stepanova Kristina Timofeeva | Mexique Mariana Avitia Aida Roman Alejandra Valencia        | États-Unis Miranda Leek Khatuna Lorig Jennifer Nichols |

### Classique mixte par équipes
| Lieu     | Or                                        | Argent                               | Bronze                                        |
| -------- | ----------------------------------------- | ------------------------------------ | --------------------------------------------- |
| Shanghai | Taipei chinois Kuo Cheng Wei Tan Ya-Ting  | Japon Ren Hayakawa Hideki Kikuchi    | Chine Xing Yu Fang Yuting                     |
| Antalya  | Corée du Sud Im Dong-hyun Lee Sung-jin    | Italie Mauro Nespoli Natalia Valeeva | Mexique Alejandra Valencia Luis Eduardo Velez |
| Ogden    | États-Unis Brady Ellison Jennifer Nichols | Russie Ksenia Perova Bato Tsynguev   | Allemagne Camilo Mayr Lisa Unruh              |

### Poulies masculin par équipes
| Lieu     | Or                                                         | Argent                                                          | Bronze                                                  |
| -------- | ---------------------------------------------------------- | --------------------------------------------------------------- | ------------------------------------------------------- |
| Shanghai | États-Unis Braden Gellenthien Dave Cousins Reo Wilde       | France Christophe Doussot Dominique Genet Pierre Julien Deloche | Venezuela Leandro Rojas Maico Gomez Gabriel Oliferow    |
| Antalya  | États-Unis Braden Gellenthien Dave Cousins Reo Wilde       | Danemark Martin Damsbo Torben Johannessen Patrick Laursen       | Pays-Bas Ruben Bleyendaal Peter Elzinga Mike Schloesser |
| Ogden    | États-Unis Braden Gellenthien Rodger Willett Jr. Reo Wilde | Canada Andrew Fagan Christopher Perkins Simon Rousseau          | Mexique Mario Cardoso Julio Ricardo Fierro Hafid Jaime  |

### Poulies féminin par équipes
| Lieu     | Or                                                               | Argent                                                   | Bronze                                                  |
| -------- | ---------------------------------------------------------------- | -------------------------------------------------------- | ------------------------------------------------------- |
| Shanghai | États-Unis Erika Anschutz Christie Colin Jamie Van Natta         | Russie Natalia Avdeeva Polina Nikitina Albina Loginova   | Italie Laura Longo Anastasia Anastasio Marcella Tonioli |
| Antalya  | États-Unis Erika Anschutz Christie Colin Jamie Van Natta         | Italie Laura Longo Anastasia Anastasio Marcella Tonioli  | Allemagne Kristina Berger Melanie Mikala Andrea Weihe   |
| Ogden    | Russie Viktoria Balzhanova Svetlana Cherkashneva Albina Loginova | États-Unis Erika Anschutz Christie Colin Jamie Van Natta | Venezuela Olga Bosch Jhoaneth Leal Ana Mendoza          |

### Poulies mixte par équipes
| Lieu     | Or                                      | Argent                                | Bronze                                  |
| -------- | --------------------------------------- | ------------------------------------- | --------------------------------------- |
| Shanghai | France Dominique Genet Pascale Lebecque | États-Unis Jamie Van Natta Reo Wilde  | Royaume-Uni Danielle Brown Duncan Busby |
| Antalya  | États-Unis Erika Anschutz Reo Wilde     | Italie Sergio Pagni Marcella Tonioli  | Royaume-Uni Andrea Gales Duncan Busby   |
| Ogden    | Russie Dmitry Kozhin Albina Loginova    | Pays-Bas Peter Elzinga Irina Markovic | Allemagne Kristina Berger Paul Titscher |

## La finale
En finale, seules les épreuves individuelles et mixtes dans les catégories arc classique et arc poulies sont disputées.

### Qualification des archers
À la fin des étapes de qualifications, les 7 meilleurs archers les mieux classés des quatre étapes dans chaque catégories seront sélectionnés pour participer à la finale. Un archer du pays organisateur a automatiquement une place pour la finale.
Cependant, il existe une limite de deux archers du même pays dans chaque catégorie.
Pour les épreuves mixtes, la meilleure équipe des qualifications disputera la finale contre l'équipe du pays organisateur de la finale. Dans le cas où la première équipe et celle du pays organisateur, c'est la seconde équipe qui sera sélectionnée.
| Rang | Nom              | Points |
| ---- | ---------------- | ------ |
| 1    | Im Dong-hyun     | 35     |
| 2    | Dmytro Hrachov   | 34     |
| 3    | Laurence Godfrey | 21     |
| 4    | Brady Ellison    | 25     |
| 4    | Luis Álvarez     | 25     |
| 6    | Gaël Prévost     | 23     |
| 6    | Kim Woo-jin      | 23     |
| 8    | Markiyan Ivashko | 21     |
| 9    | Tarundeep Rai    | 20     |
| 9    | Kim Bub-min      | 20     |

| Rang | Nom                | Points |
| ---- | ------------------ | ------ |
| 1    | Deepika Kumari     | 35     |
| 2    | Ki Bo-bae          | 30     |
| 2    | Choi Hyeon-ju      | 30     |
| 4    | Lee Sung-jin       | 26     |
| 5    | Kristina Timofeeva | 25     |
| 6    | Jennifer Nichols   | 21     |
| 6    | Fang Yuting        | 21     |
| 8    | Xú Jīng            | 20     |
| 9    | Alejandra Valencia | 18     |
| 9    | Chang Hye-jin      | 18     |
| 9    | Lin Chia-En        | 18     |

| Rang | Nom                   | Points |
| ---- | --------------------- | ------ |
| 1    | Reo Wilde             | 75     |
| 2    | Braden Gellenthien    | 47     |
| 3    | Dominique Genet       | 41     |
| 4    | Pierre Julien Deloche | 38     |
| 5    | Peter Elzinga         | 32     |
| 6    | Julio Ricardo Fierro  | 31     |
| 7    | Paul Titscher         | 25     |
| 8    | Dave Cousins          | 23     |
| 9    | Reza Zamaninejad      | 18     |
| 10   | Martin Damsbo         | 15     |
| 10   | Christopher Perkins   | 15     |

| Rang | Nom              | Points |
| ---- | ---------------- | ------ |
| 1    | Albina Loginova  | 58     |
| 2    | Marcella Tonioli | 43     |
| 3    | Christie Colin   | 40     |
| 4    | Kristina Berger  | 39     |
| 5    | Jamie Van Natta  | 36     |
| 6    | Erika Anschutz   | 26     |
| 7    | Laura Longo      | 25     |
| 8    | Diane Watson     | 23     |
| 8    | Olga Bosch       | 23     |
| 10   | Danielle Brown   | 20     |

| Rang | Pays           | Points |
| ---- | -------------- | ------ |
| 1    | États-Unis     | 24     |
| 2    | Japon          | 20     |
| 3    | Corée du Sud   | 16     |
| 3    | Italie         | 16     |
| 3    | Taipei chinois | 16     |

| Rang | Pays        | Points |
| ---- | ----------- | ------ |
| 1    | États-Unis  | 32     |
| 2    | Royaume-Uni | 20     |
| 3    | France      | 19     |
| 4    | Allemagne   | 18     |
| 5    | Mexique     | 16     |
| 5    | Russie      | 16     |

### Classique masculin
|  | Quarts-de-finale      | Quarts-de-finale  |                   |                  | Demi-finales           | Demi-finales |  |  | Finale           | Finale |
|  | Quarts-de-finale      | Quarts-de-finale  |                   |                  | Demi-finales           | Demi-finales |  |  | Finale           | Finale |
|  |                       |                   |                   |                  |                        |              |  |  |                  |        |
|  |                       |                   |                   |                  |                        |              |  |  |                  |        |
|  |                       |                   |                   |                  |                        |              |  |  |                  |        |
|  | Im Dong-hyun (1)      | 6                 |                   |                  |                        |              |  |  |                  |        |
|  | Im Dong-hyun (1)      | 6                 |                   |                  |                        |              |  |  |                  |        |
|  | Takaharu Furukawa (8) | 0                 |                   |                  |                        |              |  |  |                  |        |
|  | Takaharu Furukawa (8) | 0                 | Im Dong-hyun (1)  | 2                |                        |              |  |  |                  |        |
|  |                       |                   | Im Dong-hyun (1)  | 2                |                        |              |  |  |                  |        |
|  |                       | Brady Ellison (4) | 6                 |                  |                        |              |  |  |                  |        |
|  | Luis Álvarez (5)      | Brady Ellison (4) | 6                 | 0                |                        |              |  |  |                  |        |
|  | Luis Álvarez (5)      |                   |                   | 0                |                        |              |  |  |                  |        |
|  | Brady Ellison (4)     | 6                 |                   |                  |                        |              |  |  |                  |        |
|  | Brady Ellison (4)     | 6                 | Brady Ellison (4) | 5                |                        |              |  |  |                  |        |
|  |                       |                   | Brady Ellison (4) | 5                |                        |              |  |  |                  |        |
|  |                       | Kim Woo-jin (6)   | 6                 |                  |                        |              |  |  |                  |        |
|  | Laurence Godfrey (3)  | Kim Woo-jin (6)   | 6                 | 2                |                        |              |  |  |                  |        |
|  | Laurence Godfrey (3)  |                   |                   | 2                |                        |              |  |  |                  |        |
|  | Kim Woo-jin (6)       | 6                 |                   |                  |                        |              |  |  |                  |        |
|  | Kim Woo-jin (6)       | 6                 | Kim Woo-jin (6)   | 6                |                        |              |  |  |                  |        |
|  |                       |                   | Kim Woo-jin (6)   | 6                | Match pour la 3e place |              |  |  |                  |        |
|  |                       | Gaël Prévost (7)  | 5                 |                  |                        |              |  |  |                  |        |
|  | Gaël Prévost (7)      | Gaël Prévost (7)  | 5                 | 7                |                        |              |  |  |                  |        |
|  | Gaël Prévost (7)      |                   |                   | 7                |                        |              |  |  |                  |        |
|  | Dmytro Hrachov (2)    | 1                 |                   | Im Dong-hyun (1) | 2                      |              |  |  |                  |        |
|  | Dmytro Hrachov (2)    | 1                 |                   | Im Dong-hyun (1) | 2                      |              |  |  |                  |        |
|  |                       |                   |                   |                  |                        |              |  |  | Gaël Prévost (7) | 6      |
|  |                       |                   |                   |                  |                        |              |  |  | Gaël Prévost (7) | 6      |

### Classique féminin
|  | Quarts-de-finale       | Quarts-de-finale     |                    |                      | Demi-finales           | Demi-finales |  |  | Finale            | Finale |
|  | Quarts-de-finale       | Quarts-de-finale     |                    |                      | Demi-finales           | Demi-finales |  |  | Finale            | Finale |
|  |                        |                      |                    |                      |                        |              |  |  |                   |        |
|  |                        |                      |                    |                      |                        |              |  |  |                   |        |
|  |                        |                      |                    |                      |                        |              |  |  |                   |        |
|  | Deepika Kumari (1)     | 7                    |                    |                      |                        |              |  |  |                   |        |
|  | Deepika Kumari (1)     | 7                    |                    |                      |                        |              |  |  |                   |        |
|  | Miki Kanie (8)         | 1                    |                    |                      |                        |              |  |  |                   |        |
|  | Miki Kanie (8)         | 1                    | Deepika Kumari (1) | 6                    |                        |              |  |  |                   |        |
|  |                        |                      | Deepika Kumari (1) | 6                    |                        |              |  |  |                   |        |
|  |                        | Jennifer Nichols (5) | 2                  |                      |                        |              |  |  |                   |        |
|  | Jennifer Nichols (5)   | Jennifer Nichols (5) | 2                  | 6                    |                        |              |  |  |                   |        |
|  | Jennifer Nichols (5)   |                      |                    | 6                    |                        |              |  |  |                   |        |
|  | Kristina Timofeeva (4) | 4                    |                    |                      |                        |              |  |  |                   |        |
|  | Kristina Timofeeva (4) | 4                    | Deepika Kumari (1) | 4                    |                        |              |  |  |                   |        |
|  |                        |                      | Deepika Kumari (1) | 4                    |                        |              |  |  |                   |        |
|  |                        | Ki Bo-bae (2)        | 6                  |                      |                        |              |  |  |                   |        |
|  | Choi Hyeon-ju (3)      | Ki Bo-bae (2)        | 6                  | 6                    |                        |              |  |  |                   |        |
|  | Choi Hyeon-ju (3)      |                      |                    | 6                    |                        |              |  |  |                   |        |
|  | Alejandra Valencia (6) | 4                    |                    |                      |                        |              |  |  |                   |        |
|  | Alejandra Valencia (6) | 4                    | Choi Hyeon-ju (3)  | 5                    |                        |              |  |  |                   |        |
|  |                        |                      | Choi Hyeon-ju (3)  | 5                    | Match pour la 3e place |              |  |  |                   |        |
|  |                        | Ki Bo-bae (2)        | 6                  |                      |                        |              |  |  |                   |        |
|  | Lin Chia-En (7)        | Ki Bo-bae (2)        | 6                  | 2                    |                        |              |  |  |                   |        |
|  | Lin Chia-En (7)        |                      |                    | 2                    |                        |              |  |  |                   |        |
|  | Ki Bo-bae (2)          | 6                    |                    | Jennifer Nichols (5) | 4                      |              |  |  |                   |        |
|  | Ki Bo-bae (2)          | 6                    |                    | Jennifer Nichols (5) | 4                      |              |  |  |                   |        |
|  |                        |                      |                    |                      |                        |              |  |  | Choi Hyeon-ju (3) | 6      |
|  |                        |                      |                    |                      |                        |              |  |  | Choi Hyeon-ju (3) | 6      |

### Classique mixte par équipes
L'équipe des États-Unis composée de Brady Ellison et Jennifer Nichols s'impose contre l'équipe locale composée de Takaharu Furukawa et Miki Kanie sur le score de 143 à 127.

### Poulies masculin
|  | Quarts-de-finale          | Quarts-de-finale       |                          |                   | Demi-finales           | Demi-finales |  |  | Finale                   | Finale |
|  | Quarts-de-finale          | Quarts-de-finale       |                          |                   | Demi-finales           | Demi-finales |  |  | Finale                   | Finale |
|  |                           |                        |                          |                   |                        |              |  |  |                          |        |
|  |                           |                        |                          |                   |                        |              |  |  |                          |        |
|  |                           |                        |                          |                   |                        |              |  |  |                          |        |
|  | Reo Wilde (1)             | 145                    |                          |                   |                        |              |  |  |                          |        |
|  | Reo Wilde (1)             | 145                    |                          |                   |                        |              |  |  |                          |        |
|  | Naoto Anji (8)            | 136                    |                          |                   |                        |              |  |  |                          |        |
|  | Naoto Anji (8)            | 136                    | Reo Wilde (1)            | 149               |                        |              |  |  |                          |        |
|  |                           |                        | Reo Wilde (1)            | 149               |                        |              |  |  |                          |        |
|  |                           | Peter Elzinga (5)      | 145                      |                   |                        |              |  |  |                          |        |
|  | Peter Elzinga (5)         | Peter Elzinga (5)      | 145                      | 143               |                        |              |  |  |                          |        |
|  | Peter Elzinga (5)         |                        |                          | 143               |                        |              |  |  |                          |        |
|  | Pierre Julien Deloche (4) | 142                    |                          |                   |                        |              |  |  |                          |        |
|  | Pierre Julien Deloche (4) | 142                    | Reo Wilde (1)            | 147               |                        |              |  |  |                          |        |
|  |                           |                        | Reo Wilde (1)            | 147               |                        |              |  |  |                          |        |
|  |                           | Braden Gellenthien (2) | 148                      |                   |                        |              |  |  |                          |        |
|  | Dominique Genet (3)       | Braden Gellenthien (2) | 148                      | 141               |                        |              |  |  |                          |        |
|  | Dominique Genet (3)       |                        |                          | 141               |                        |              |  |  |                          |        |
|  | Julio Ricardo Fierro (6)  | 144                    |                          |                   |                        |              |  |  |                          |        |
|  | Julio Ricardo Fierro (6)  | 144                    | Julio Ricardo Fierro (6) | 144               |                        |              |  |  |                          |        |
|  |                           |                        | Julio Ricardo Fierro (6) | 144               | Match pour la 3e place |              |  |  |                          |        |
|  |                           | Braden Gellenthien (2) | 147                      |                   |                        |              |  |  |                          |        |
|  | Paul Titscher (7)         | Braden Gellenthien (2) | 147                      | 143               |                        |              |  |  |                          |        |
|  | Paul Titscher (7)         |                        |                          | 143               |                        |              |  |  |                          |        |
|  | Braden Gellenthien (2)    | 145                    |                          | Peter Elzinga (5) | 146                    |              |  |  |                          |        |
|  | Braden Gellenthien (2)    | 145                    |                          | Peter Elzinga (5) | 146                    |              |  |  |                          |        |
|  |                           |                        |                          |                   |                        |              |  |  | Julio Ricardo Fierro (6) | 148    |
|  |                           |                        |                          |                   |                        |              |  |  | Julio Ricardo Fierro (6) | 148    |

### Poulies féminin
|  | Quarts-de-finale     | Quarts-de-finale    |                     |                  | Demi-finales           | Demi-finales |  |  | Finale             | Finale |
|  | Quarts-de-finale     | Quarts-de-finale    |                     |                  | Demi-finales           | Demi-finales |  |  | Finale             | Finale |
|  |                      |                     |                     |                  |                        |              |  |  |                    |        |
|  |                      |                     |                     |                  |                        |              |  |  |                    |        |
|  |                      |                     |                     |                  |                        |              |  |  |                    |        |
|  | Albina Loginova (1)  | 138                 |                     |                  |                        |              |  |  |                    |        |
|  | Albina Loginova (1)  | 138                 |                     |                  |                        |              |  |  |                    |        |
|  | Yumiko Honda (8)     | 142                 |                     |                  |                        |              |  |  |                    |        |
|  | Yumiko Honda (8)     | 142                 | Yumiko Honda (8)    | 140              |                        |              |  |  |                    |        |
|  |                      |                     | Yumiko Honda (8)    | 140              |                        |              |  |  |                    |        |
|  |                      | Jamie Van Natta (5) | 142                 |                  |                        |              |  |  |                    |        |
|  | Jamie Van Natta (5)  | Jamie Van Natta (5) | 142                 | 142 (T10*)       |                        |              |  |  |                    |        |
|  | Jamie Van Natta (5)  |                     |                     | 142 (T10*)       |                        |              |  |  |                    |        |
|  | Kristina Berger (4)  | 142 (T10)           |                     |                  |                        |              |  |  |                    |        |
|  | Kristina Berger (4)  | 142 (T10)           | Jamie Van Natta (5) | 140              |                        |              |  |  |                    |        |
|  |                      |                     | Jamie Van Natta (5) | 140              |                        |              |  |  |                    |        |
|  |                      | Danielle Brown (7)  | 139                 |                  |                        |              |  |  |                    |        |
|  | Christie Colin (3)   | Danielle Brown (7)  | 139                 | 144              |                        |              |  |  |                    |        |
|  | Christie Colin (3)   |                     |                     | 144              |                        |              |  |  |                    |        |
|  | Laura Longo (6)      | 143                 |                     |                  |                        |              |  |  |                    |        |
|  | Laura Longo (6)      | 143                 | Christie Colin (3)  | 136              |                        |              |  |  |                    |        |
|  |                      |                     | Christie Colin (3)  | 136              | Match pour la 3e place |              |  |  |                    |        |
|  |                      | Danielle Brown (7)  | 140                 |                  |                        |              |  |  |                    |        |
|  | Danielle Brown (7)   | Danielle Brown (7)  | 140                 | 142              |                        |              |  |  |                    |        |
|  | Danielle Brown (7)   |                     |                     | 142              |                        |              |  |  |                    |        |
|  | Marcella Tonioli (2) | 136                 |                     | Yumiko Honda (8) | 135                    |              |  |  |                    |        |
|  | Marcella Tonioli (2) | 136                 |                     | Yumiko Honda (8) | 135                    |              |  |  |                    |        |
|  |                      |                     |                     |                  |                        |              |  |  | Christie Colin (3) | 140    |
|  |                      |                     |                     |                  |                        |              |  |  | Christie Colin (3) | 140    |

### Poulies mixte par équipes
L'équipe des États-Unis composée de Christie Colin et Reo Wilde s'impose contre l'équipe locale composée de Naoto Anji et Yumiko Honda sur le score de 154 à 147.

### Résultats
| Arc classique |                          |                      |                            |
| Hommes        | Kim Woo-jin (KOR)        | Brady Ellison (USA)  | Gaël Prévost (FRA)         |
| Femmes        | Ki Bo-bae (KOR)          | Deepika Kumari (IND) | Choi Hyeon-ju (KOR)        |
| Arc à poulies |                          |                      |                            |
| Hommes        | Braden Gellenthien (USA) | Reo Wilde (USA)      | Julio Ricardo Fierro (MEX) |
| Femmes        | Jamie Van Natta (USA)    | Danielle Brown (GBR) | Christie Colin (USA)       |

## Classements des nations
| Rang | Pays         | Points | Drapeau de la République populaire de Chine | Drapeau de la Turquie | Drapeau des États-Unis |
| ---- | ------------ | ------ | ------------------------------------------- | --------------------- | ---------------------- |
| 1    | États-Unis   | 741    | 277                                         | 167                   | 297                    |
| 2    | Corée du Sud | 319    | 136                                         | 183                   | -                      |
| 3    | Russie       | 284    | 58                                          | 60                    | 166                    |
| 4    | Italie       | 280    | 107                                         | 104                   | 69                     |
| 5    | France       | 266    | 143                                         | 74                    | 49                     |
| 6    | Mexique      | 229    | 34                                          | 51                    | 144                    |
| 7    | Inde         | 214    | 89                                          | 78                    | 47                     |
| 8    | Allemagne    | 159    | 10                                          | 81                    | 68                     |
| 9    | Royaume-Uni  | 158    | 25                                          | 69                    | 64                     |
| 10   | Chine        | 138    | 87                                          | 51                    | -                      |